# Joan-Lluís Lluís
Pour les articles homonymes, voir Lluís.
Œuvres principales
Aiguafang, El dia de l'ós, Les cròniques del déu coix
Compléments
Enfants: Isaac Lluís[citation nécessaire]
Joan-Lluís Lluís est un écrivain français d'expression catalane, né à Perpignan le 29 juin 1963. Romancier, essayiste et poète, il publie habituellement à Barcelone. Il est d'ailleurs le seul écrivain d'expression catalane de Catalogne nord à avoir construit d'emblée sa carrière littéraire à Barcelone, sans passer par l'étape de publications locales. Il est considéré par la critique comme l'une des voix les plus originales de la littérature catalane actuelle et à ce titre a reçu des prix littéraires parmi les plus prestigieux en Catalogne. Certaines de ses œuvres ont été traduites en basque, espagnol, français et tchèque.
C'est également un militant de la langue catalane qui dénonce « le linguicide commis par la France contre les langues dites régionales ».

## Biographie
Il a été journaliste à El Punt. Il a écrit également des chroniques dans l'hebdomadaire Presència sous le nom générique A cremallengües. Depuis 2005, il dirige le Service de Diffusion de la Langue Catalane de la Casa de la Generalitat a Perpinyà. Il a aussi écrit des textes de chansons, dont une quinzaine avec Carles Sarrat comme compositeur pour le groupe Blues de picolat.

## Œuvres
- Els ulls de sorra, éd. de la Magrana, Barcelona, 1993  (ISBN 84-7410-692-3)
- Vagons robats, ed. de la Magrana, Barcelona, 1995  (ISBN 84-7410-860-8)
- Wagons volés Balzac Éditeur, Baixas, 2004  (ISBN 2-913907-28-8)
- Cirera, éd. de la Magrana, Barcelona, 1996
- El crim de l'escriptor cansat, éd. de la Magrana, Barcelona, 1999
- Conversa amb el meu gos sobre França i els francesos, éd. de la Magrana, Barcelona, 2002  (ISBN 84-8264-412-2) — Prix Joan Coromines
- El dia de l'ós, éd. de la Magrana, Barcelona, 2004  (ISBN 84-7871-199-6). Prix Joan Crexells
- Pascal Comelade i Arsène Lupin, les proves irrefutables d'una enginyosa mistificació, éd. Mare Nostrum, Perpignan, 2005
- Diccionari dels llocs imaginaris dels Països Catalans, La Magrana-RBA, 2006,  (ISBN 9788478714308)
- Aiguafang, ed. de la Magrana, Barcelona, 2008,  (ISBN 978-84-9867-255-8) — Prix de la critique Serra d'Or
- Xocolata desfeta, exercicis d'espill, ed. de la Magrana, Barcelona, 2010  (ISBN 978-84-8264-031-0)
- A cremallengua, elogi de la diversitat lingüística, ed. Viena, Barcelona, 2011  (ISBN 978-84-8330-662-8)
- Les cròniques del déu coix, ed. Proa, Barcelona, 2013  (ISBN 978-84-7588-423-3) — Prix Lletra d'Or
- El navegant, ed. Proa, Barcelona, 2016  (ISBN 978-84-7588-633-6)
- Jo soc aquell que va matar Franco, ed. Proa, Barcelona, 2018  (ISBN 978-84-7588-701-2) — Prix Sant Jordi[4]
- Els invisibles, Autoretrat amb llengües i treballs, (ed. L'Avenç, Barcelona, 2020,  (ISBN 978-84-16853-40-3))
- Salives (Cafè Central / Eumo, col·lecció Els Jardins de Samarcanda, Vic, 2021,  (ISBN 978-84-9766-727-2))
- Junil a les terres dels bàrbars (ed. Club Editor, Barcelona, 2021,  (ISBN 978-84-7329-306-8)) — Prix Omnium[5], prix Crexells, prix Setè Cel, prix Sàpiens, pour la version originale. Prix Au bord de l'Eau, Prix Millepages, pour la traduction française (Junil, ed. Les Argonautes, 2024, traduit per Juliette Lemerle,).
- Balla amb Babel, contra l'absolutisme lingüístic, ed. Fragmenta, Barcelona, 2024.